# Andrew Bellisario
Andrew Eugene Bellisario CM (ur. 19 grudnia 1956 w Alhambrze) – amerykański duchowny katolicki, biskup Juneau w latach 2017–2020. Od 2020 roku pierwszy arcybiskup metropolita Anchorge-Juneau.

## Życiorys
Święcenia kapłańskie otrzymał 16 czerwca 1984. Pracował głównie w zakonnych parafiach oraz jako dyrektor zakonnych ośrodków w Montebello. W latach 1996–2002 był konsultorem i ekonomem prowincji lazarystów, a w latach 2002–2010 jej przełożonym. Od 2015 kierował zakonną misją na Alasce. 
11 lipca 2017 papież Franciszek mianował go ordynariuszem diecezji Juneau. Sakry udzielił mu 10 października 2017 metropolita Anchorage – arcybiskup Paul Etienne. W 2020 roku tenże sam papież mianował go arcybiskupem nowo powstałej archidiecezji Anchorge-Juneau. Ingres odbył 17 września tegoż roku.